# Megalestes riccii
Megalestes riccii är en trollsländeart som beskrevs av Navás 1935. Megalestes riccii ingår i släktet Megalestes och familjen Synlestidae. Inga underarter finns listade i Catalogue of Life.